# Coonoora biceratops
Coonoora biceratops is een hooiwagen uit de familie Sclerosomatidae.